# La Acción
La Acción fue un periódico maurista que se editó en Madrid entre 1916 y 1924, dirigido por Manuel Delgado Barreto. Bajo su cabecera aparece la leyenda “este periódico, sin relación con los gremios políticos, tiene por único programa decir la verdad” y se expresa como una publicación "monárquica, católica y con alto sentido patriótico".

## Historia
El diario, que publicó su primer número el 28 de febrero de 1916, quedó bajo la dirección del periodista Manuel Delgado Barreto. Tuvo un carácter vespertino y salía a la calle por las tardes. Nacido en el contexto de la Primera Guerra Mundial, durante aquellos años La Acción mantuvo una línea editorial abiertamente germanófila.
Descrito por Mercedes Cabrera como un diario «muy escandaloso», a lo largo de su historia tuvo una tirada corta y debió hacer frente a numerosos problemas económicos. La publicación se adhirió a las filas del maurismo y se identificó claramente con la figura del político Antonio Maura. En la primavera de 1923 desde las páginas de La Acción se entabló una fuerte polémica con el empresario mallorquín Juan March, al que acusó de obtener jugosos beneficios mediante el contrabando y otras actividades ilegales; el político Santiago Alba —cercano a March— también fue blanco de los ataques del diario.
Entre sus redactores se encontraron Buenaventura L. Vidal, Alberto de Segovia, Francisco Viu y Antonio de Miguel, entre otros. Y en la nómina de colaboradores aparecen Gabriel Maura Gamazo, Jacinto Benavente, Julio Casares, Ricardo León y Antonio Goicoechea. Delgado Barreto escribe sus artículos bajo la firma de su seudónimo: «El Duque G.». El periódico vespertino contaba con una viñeta política siempre obra del ilustrador «Areuger», artículos y noticias de política nacional e internacional, literatura, crónicas de sociedad y deportes, además de información gráfica a través de fotografías.
La publicación dejó de editarse en mayo de 1924, víctima de problemas económicos.